# Cerkiew Narodzenia Matki Bożej we Władykaukazie
Cerkiew Narodzenia Matki Bożej – prawosławna cerkiew parafialna we Władykaukazie, w eparchii władykaukaskiej.

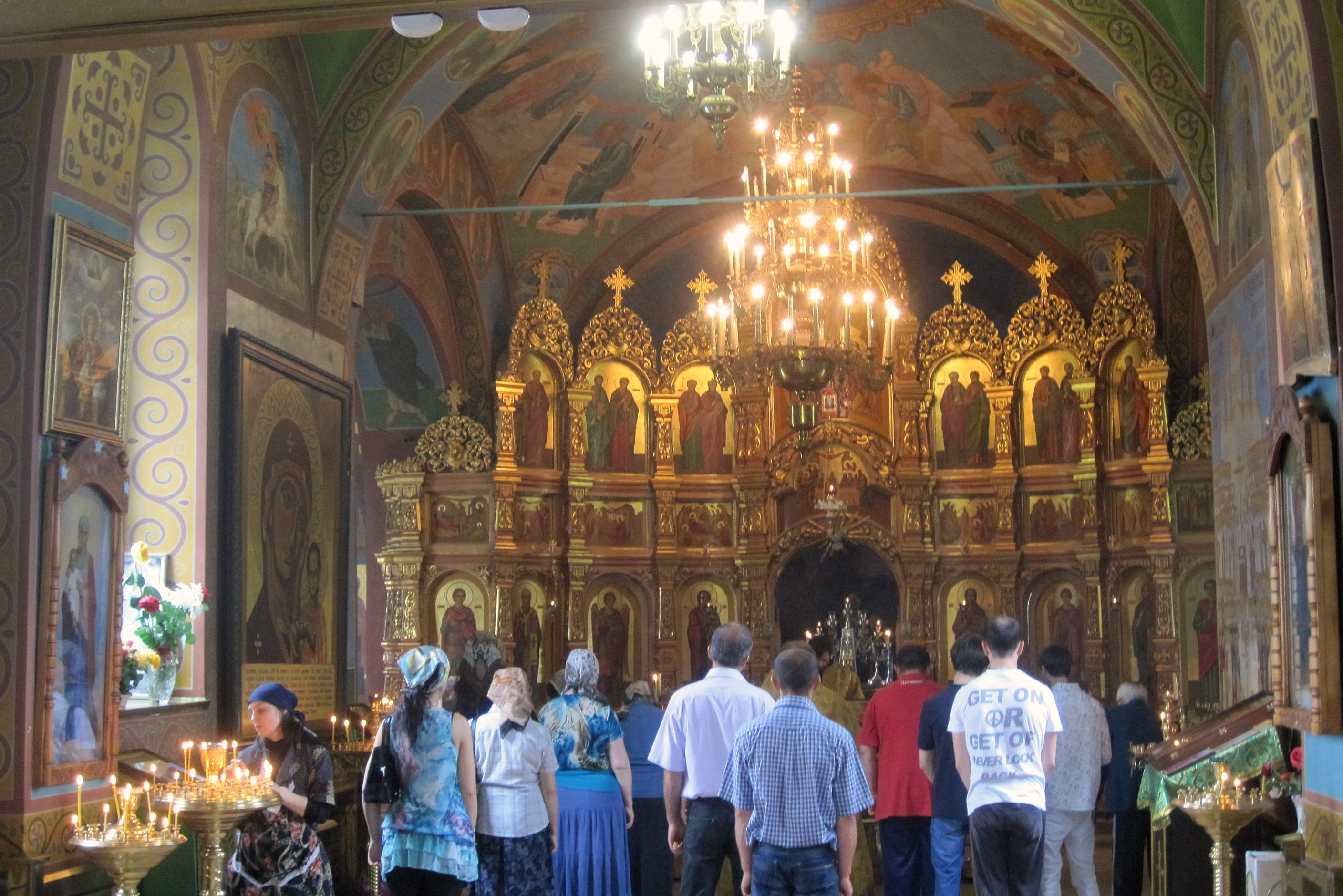
Wnętrze (2014)

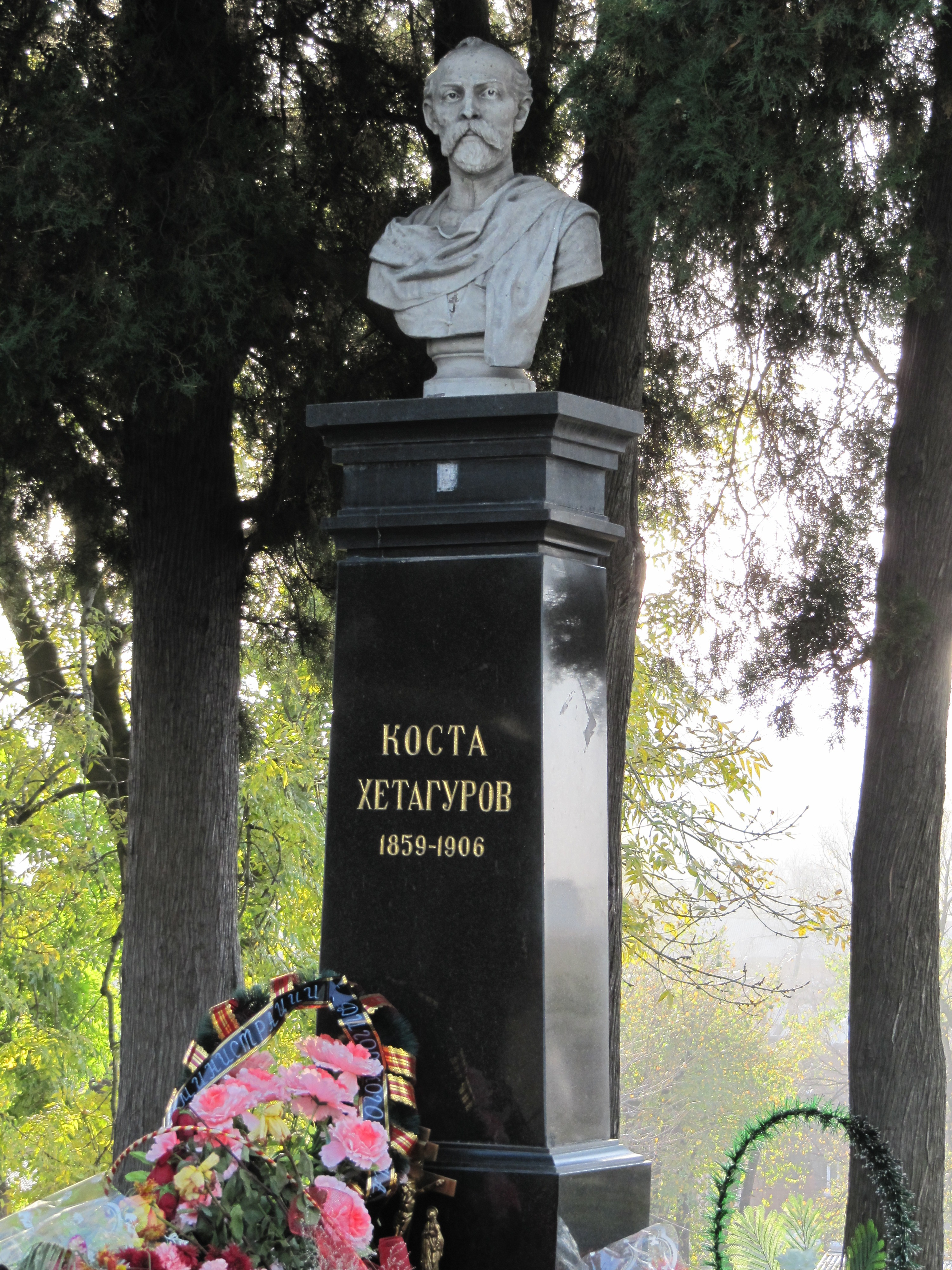
Nagrobek poety osetyjskiego Kosty Chetagurowa na cmentarzu w sąsiedztwie cerkwi

Pierwsza drewniana cerkiew na miejscu współcześnie istniejącej świątyni została wzniesiona w 1815. Budowla murowana została wzniesiona w 1824 i poświęcona 24 marca 1824. Pozostawała czynna do 1931, gdy została zamknięta i zaadaptowana na Muzeum Literackie im. Kosty Chetagurowa. Rosyjski Kościół Prawosławny odzyskał obiekt w 1993.